# 7-я бригада ПВО
7-я бригада ПВО — воинское соединение вооружённых сил СССР в Великой Отечественной войне. Бригада называется родоначальницей 5-й Краснознамённой армии Военно-воздушных сил и противовоздушной обороны.

## История
Сформирована в Минске 17 апреля 1940 года в соответствии с Приказом Командующего войсками Белорусского Особого военного округа № 0012. В составе бригады при формировании насчитывалось до 4300 человек личного состава.
В составе действующей армии с 22 июня 1941 по 5 декабря 1941 года.
На 22 июня 1941 года базировалась в Минске, прикрывая военные объекты и объекты инфраструктуры города и близлежащих районов. К началу войны большая часть бригады находилась на полигоне в Крупках (в 100 километрах от Минска) и прибыла в место постоянной дислокации только к 25 июня 1941 года. В день начала войны Минск прикрывали только восемь батарей двухорудийного состава, лишь накануне перевооружённые 85-мм зенитными орудиями с приборами ПУАЗО-3
22 июня 1941 года подразделениями 5-го полка ВНОС были обнаружены вражеские самолёты, осуществлявшие налёт на объекты в Западной Белоруссии. Над Минском 22 июня 1941 года на высоте 6-8 тысяч метров были замечены отдельные самолёты-разведчики, по которым огонь не открывался. 23 июня 1941 года бригада отбивает вражеский налёт, сбив 11 самолётов противника (по другим данным до 26 июня 1941 года бригадой были сбиты 11 самолётов, и по ещё другим данным 7). 25 июня 1941 года в состав бригады вернулись подразделения с полигона, а также были подчинены разрозненные зенитные батареи, отступавшие из районов западнее Минска. За 25 июня 1941 года огнём бригады по некоторым данным были сбиты 5 самолётов.
С 26 июня 1941 года (без трёх дивизионов 188-го полка) отходит из Минска в направлении на Борисов, на марше попала под прорвавшийся к дороге авангард немецких танковых частей. Однако зенитчики успели развернуть орудия, и отбили атаку противника, подбив 4 танка.. 27 июня 1941 года бригада заняла позиции в Борисове, встав на оборону мостов через Березину. За период обороны Борисова, с 27 июня по 2 июля 1941 года бригада отчиталась о 10 сбитых самолётах и 9 уничтоженных танках. Со 2 июля 1941 года бригада отходит в направлении Смоленска.
7 июля 1941 года части бригады заняли позиции для обороны объектов и войск в районе Смоленска. Главными объектами прикрытия были железнодорожный узел, переправы через Днепр и районы сосредоточения войск 20-й армии. При этом, позиции зенитной артиллерии были расположены так, чтобы при необходимости было возможно задействовать её при отражении наземных атак противник. Последняя задача была возложена на наиболее укомплектованный и подготовленный 741-й зенитный артиллерийский полк. Уже 9 июля 1941 года огнём малокалиберной артиллерии были сбиты 2 самолёта противника, а всего, с 7 и по 15 июля 1941 года бригада отчиталась об уничтожении 62 самолётов противника. После отхода из Смоленска 15 июля 1941 года бригада сосредоточилась восточнее города и прикрывала от ударов с воздуха отходившие войска 16-й и 20-й армий. Часть 188-го зенитного артиллерийского полка была поставлена на противотанковую оборону на шоссе Смоленск — Кардымово, 18 июля 1941 года выпустила 450 снарядов по противнику. Одна из батарей полка поддерживала атаку 34-го стрелкового корпуса. Тяжёлые бои бригада вела в третьей декаде июля 1941 года. Основные силы бригады сосредоточились на обороне переправ. Так, 22 июля 1941 года бригада отбивала налёты на переправы в районе Соловьёво — Прево, отразив 14 налётов и сбив 4 самолёта. В этот день полностью погибла одна из батарей 741-го зенитного полка, направленная в Ельню и попавшая под танковый удар, но при этом уничтожила два танка. В этот же день из-за миномётного обстрела тяжёлые потери понесла 3-я батарея 188-го зенитного полка. К 26 июля 1941 года зенитные части, прикрывавшие Соловьёвскую переправу, оказались в окружении. Учитывая особую важность переправ, на Днепр был направлен 741-й полк. Командир полка сформировал из состава полка и приданного сапёрного батальона штурмовой отряд, и сумел пробиться к Днепру 2 августа 1941 года в районе деревни Ратчино. К вечеру 6 августа 1941 года советские войска были прижаты к правому берегу Днепра. Командир бригады, собрав около 800 бойцов из всех подразделений бригады, организовал контратаку, отбросил войска противника на расстояние до полутора километров от переправы, что позволило продолжить эвакуацию через Днепр. С 11 августа 1941 года бригада поддерживает войска Западного фронта в наступлении на смоленском направлении, а с 30 августа по 6 сентября 1941 года участвует в Ельнинской операции, поддерживая войска 24-й армии. Вместе с тем, с 15 августа по 5 октября 1941 года бригада обеспечивает противовоздушное прикрытие Вязьмы, уничтожив 20 самолётов противника. С 5 октября 1941 года отражает массированные налёты на Вязьму, противостоит высаженному 6 октября 1941 года воздушному десанту, понесла тяжёлые потери, фактически была разгромлена. Какая-то часть бригады, не попав в кольцо окружения, продолжала действия в течение ноября 1941 года в районе Гжатска и Можайска.
Всего по 1 декабря 1941 года бригада отчиталась о 186 уничтоженных самолётах противника.
5 декабря 1941 года исключена из состава действующей армии.

## Состав
Состав бригады при формировании:
- 188-й зенитный артиллерийский полк, из пяти дивизионов, 1-3-й и 5-й в Минске, 4-й в Борисове (в действующей армии с 22 июня 1941 года по 24 сентября 1941 года, расформирован)
- 518-й зенитный артиллерийский полк, дислокация в Барановичах (в действующей армии с 22 июня 1941 года по 1 октября 1941 года)
- 209-й отдельный зенитный артиллерийский дивизион, Молодечно
- 229-й отдельный зенитный артиллерийский дивизион, Лида
- 38-я отдельная зенитная артиллерийская батарея, Лунинец
- 191-й зенитный пулемётный батальон, Минск (в действующей армии с 22 июня 1941 года по 24 ноября 1941 года, передан в состав ПВО Западного фронта)
- 29-й зенитный прожекторный батальон, Минск
- 5-й полк ВНОС, Минск (в действующей армии с 22 июня 1941 года по 20 октября 1941 года)
- 17-й дивизион аэростатов заграждения, Минск (в действующей армии с 22 июня 1941 года по 3 июля 1941 года)
- 5-я отдельная рота связи, Минск

На 22 июня 1941 года в бригаду входили:
- 188-й зенитный артиллерийский полк
- 30-й отдельный зенитный артиллерийский дивизион малокалиберной артиллерии
- 431-й отдельный зенитный артиллерийский дивизион
- 191-й зенитный пулемётный батальон (в действующей армии с 22 июня 1941 года по 24 ноября 1941 года, передан в состав ПВО Западного фронта)
- 29-й зенитный прожекторный батальон
- 5-й полк ВНОС
- 17-й дивизион аэростатов заграждения
- 5-я отдельная рота связи

На 7 июля 1941 года в составе бригады были
- 188-й зенитный артиллерийский полк
- 741-й зенитный артиллерийский полк (в действующей армии с 22 июня 1941 года по 28 августа 1941 года, расформирован)
- 30-й отдельный зенитный артиллерийский дивизион
- 191-й зенитный пулемётный батальон
- 5-й полк ВНОС
- 5-я отдельная рота связи

## Подчинение
| Дата       | Фронт (округ)                      | Армия | Корпус | Примечания |
| ---------- | ---------------------------------- | ----- | ------ | ---------- |
| 22.06.1941 | Западный фронт (Западная зона ПВО) | -     | -      | -          |
| 01.07.1941 | Западный фронт (Западная зона ПВО) | -     | -      | -          |
| 10.07.1941 | Западный фронт (Западная зона ПВО) | -     | -      | -          |
| 01.08.1941 | Западный фронт (Западная зона ПВО) | -     | -      | -          |

## Командиры
- Лярский, Иван Герасимович, полковник, до мая 1941 года[1]
- Колесников, Афанасий Полистратович подполковник.[4]
- М. З. Котиков, полковник, с начала июля 1941 года